# Д’Аренберг, Филипп-Шарль-Франсуа
Филипп-Шарль-Франсуа д’Аренберг (фр. Philippe-Charles François d'Arenberg; 10 мая 1663 — 25 августа 1691, Петервардейн) — 3-й герцог д'Аренберг, 9-й герцог д'Арсхот, князь Священной Римской империи, имперский генерал, участник Великой Турецкой войны.

## Биография
Сын Шарля-Эжена д’Аренберга, герцога Аренберга и Арсхота, и Мари-Генриетты де Кюзанс.
Маркиз де Монкорне, граф де Сенегем, барон де Первей и других земель, гранд Испании 1-го класса.
20 октября 1678, в возрасте пятнадцати лет, получил от штатгальтера Нидерландов герцога де Вильяэрмосы немецкий пехотный полк. В 1683 году сменил должность, приняв под командование полк бургундской кавалерии. В том же году Карл II назначил его капитаном стрелков своей гвардии.
4 июля 1685 пожалован в рыцари ордена Золотого руна; получил инсигнии 23 августа в Брюсселе из рук князя фон Нассау, губернатора и капитан-генерала Гелдерна.
В 1691 году перешел на службу к императору, 28 июня назначившему Аренберга генерал-майором (sergent général de bataille / oberst-feldwachtmeister). Командовал бригадой в битве при Сланкамене 19 августа 1691, где имперская армия одержала полную победу над османами ценой больших потерь.
Раненый пулей в грудь в начале сражения, он покидал поле боя, когда получил сообщение о том, что противник произвел вылазку из своего лагеря. Поднявшись на коня, герцог заявил, что предпочитает умереть с оружием в руках, и лишь после того как неприятель был отражен на всех участках, согласился подумать о своей ране.
Ранение оказалось смертельным, и герцог умер спустя шесть дней в жестоких мучениях, которые переносил с терпением и мужеством. Перевезенный в Петервардейн, он скончался 25 августа.

Его конец был достоин солдата и христианина. Незадолго до битвы при Сланкамене он сделал своё военное завещание: «Я прошу Бога, — написал он в этой бумаге, — спасти мою душу, поскольку у меня нет намерения оберегать своё тело».— Gachard L.-P. Arenberg (Philippe-Charles François, duc d'), col. 412

## Семья
Жена (12.02.1684, Брюссель): Мария-Генриетта дель Карретто (1671—1724), дочь Оттоне Энрико дель Карретто, маркиза ди Грана, и Марии Терезии фон Эберштейн
Дети:
- Мария-Анна д’Аренберг (30.08.1689—24.04.1736, Утрехт). Муж (20.11.1707, Брюссель): Франсуа-Эгон де Латур д’Овернь, называемый принцем Овернским (1675—1710), маркиз де Берген-оп-Зом
- герцог Леопольд-Филипп-Шарль-Жозеф д’Аренберг (14.10.1690—4.03.1754). Жена (29.03.1711): Мария Франческа Пиньятелли (1696—1766), дочь Никколо Пиньятелли, герцога ди Бизачча, и графини Мари-Клер-Анжелики д’Эгмонт